# Pętowo
Pętowo (dawn. Pentowo, Tykocin-Kolonia, Kolonia Kaczorowo)  – część miasta Tykocina w województwie podlaskim, w powiecie białostockim, w gminie Tykocin. Położona jest na zachodnich, słabo zabudowanych, peryferiach Tykocina, wzdłuż ulicy Kolonia Kaczorowo.
W zabytkowym drewnianym dworku rodziny Toczyłowskich na Pętowie zlokalizowana jest Europejska Wieś Bociania z licznymi bocianimi gniazdami i wieżą do obserwacji bocianów. W pobliżu znajdują się także stajnia oraz punkty agroturystyki.

## Historia
Pętowo stanowiło dawniej folwark i kolonię na wschodnich rubieżach Tykocina. Podczas okupacji hitlerowskiej odebrano prawa miejskie Tykocinowi, co ustawodawstwo polskie usankcjonowało ze znacznym opóźnieniem, bo dopiero 1 stycznia 1951, a obszar dotychczasowego miasta Tykocin podzielono na trzy wiejskie gromady: Tykocin-Nowe Miasto Tykocin-Kaczorowo i Tykocin-Kolonia w gminie Tykocin. W 1954 roku, w związku z reformą administracyjną kraju, gromady te scalono i, już jako jedną jednostkę, przekształcono ją w gromadę Tykocin w powiecie wysokomazowieckim w woj. białostockim. 1 stycznia 1958 roku gromadę włączono do powiatu białostockiego. Gromada Tykocin przetrwała do końca 1972 roku, czyli do kolejnej reformy gminnej, a z dniem 1 stycznia 1973 roku reaktywowano gminę Tykocin.
11 sierpnia 1993 Tykocin odzyskał status miasta, przez co Pętowo (Tykocin-Kolonia) stało się ponownie obszarem miejskim.